# B' Katīgoria 2004-2005
L'edizione 2004-2005 della B' Katīgoria vide la vittoria finale dell'APOP Kinyras.

## Formula
Le 14 squadre partecipanti hanno disputato il campionato incontrandosi in due gironi di andata e ritorno, per un totale di 26 giornate. Erano previste tre retrocessioni e tre promozioni.

## Classifica finale
|  |    | Classifica finale   | G  | V  | N  | P  | GF | GS | Dif | Pt |
|  | -- | ------------------- | -- | -- | -- | -- | -- | -- | --- | -- |
|  | 1  | APOP Kinyras        | 26 | 17 | 6  | 3  | 70 | 22 | +48 | 57 |
|  | 2  | APEP Pitsilia       | 26 | 14 | 7  | 5  | 37 | 22 | +15 | 49 |
|  | 3  | EN ThOΪ Lakatamia   | 26 | 14 | 5  | 7  | 47 | 27 | +20 | 47 |
|  | 4  | Anagennīsī Deryneia | 26 | 12 | 7  | 7  | 34 | 25 | +9  | 43 |
|  | 5  | Agia Napa           | 26 | 11 | 5  | 10 | 37 | 34 | +3  | 38 |
|  | 6  | Chalkanoras Idaliou | 26 | 10 | 6  | 10 | 43 | 44 | -1  | 36 |
|  | 7  | Doxa Katōkopias     | 26 | 10 | 5  | 11 | 32 | 28 | +4  | 35 |
|  | 8  | Omonia Aradippou    | 26 | 9  | 8  | 9  | 39 | 45 | -6  | 35 |
|  | 9  | Onīsilos Sōtīra     | 26 | 9  | 7  | 10 | 38 | 32 | +6  | 34 |
|  | 10 | MEAP Nīsou          | 26 | 8  | 10 | 8  | 35 | 33 | +2  | 34 |
|  | 11 | Ethnikos Assia      | 26 | 8  | 9  | 9  | 35 | 38 | -3  | 33 |
|  | 12 | ASIL Lysī           | 26 | 8  | 5  | 13 | 35 | 49 | -14 | 29 |
|  | 13 | Ermīs Aradippou     | 26 | 5  | 10 | 11 | 31 | 35 | -4  | 25 |
|  | 14 | Akritas Chlōrakas   | 26 | 2  | 0  | 24 | 19 | 98 | -79 | 6  |

G = Partite giocate; V = Vittorie; N = Nulle/Pareggi; P = Perse; GF = Goal fatti; GS = Goal subiti; DIF = Differenza reti;

### Verdetti
- APOP Kinyras, APEP Pitsilia e Ayia Napa promossi in Divisione A.
- ASIL Lysi, Akritas Chlorakas e Akritas Chlorakas retrocesse in Terza Divisione.